# Drivernotes
DriverNotes — інтернет-сервіс в Україні російською мовою для водіїв. Основне призначення — це облік усіх витрат, подій, переобладнання пов'язаного з особистим транспортним засобом.

## Особливості
DriverNotes пропонує користувачу можливість вести облік витрат паливно-мастильних матеріалів, заміни автозапчастин (ремні, гальмівні колодки тощо). Сервіс також дозволяє створювати нагадування (отримуються на електронну пошту, SMS) про наступне технічне обслуговування або закінчення строку служби певних вузлів автомобіля.
Історію подій автомобіля можна експортувати в формат CSV. Також є функція представлення витрат пов’язаних з автомобілем у вигляді діаграм, статистичних звітів.

## Соціальність
DriverNotes дозволяє спілкуватися та обмінюватися досвідом користувачам однакових автомобілів. Також сайт може використовуватися, як база даних щодо експлуатації різноманітних марок транспортних засобів.

## Див.також
- All.biz